# Francisco Pereira Coutinho
Francisco Pereira Coutinho fue un hidalgo portugués a quien fue donada la capitanía de la Bahía de Todos los Santos, habiendo llegado en 1536 a la región que recibió del rey Juan III. Al llegar, conoció a Diogo Álvares Corrêa, más conocido como "Caramuru", que ya vivía en aquella región hace tiempo.
Fundó el Arraial do Pereira, en las inmediaciaciones de donde hoy se encuentra la Ladeira da Barra, en Salvador. Este campamento de tropas, doce años después, en la época de la fundación de la ciudad, fue llamado Vila Velha. Los indios no gustaban de Pereira Coutinho por su crueldad y arrogancia en el trato de personas. Por eso, hubo diversas revueltas indígenas en aquella villa. En una de ellas debió refugiarse en Porto Seguro, con Diogo Álvares.
En su vuelta, ya en la Bahía de Todos los Santos, enfrentando una fuerte tormenta, su barco a la deriva, llegó a la playa de Itaparica. En ese lugar, los indios lo hicieron prisionero, dejando libre solo a Caramuru. Francisco Pereira Coutinho fue cortado en pedazos y servido en una fiesta antropofágica.
Después de su muerte, su hijo quiso ocupar su lugar como capitán, lo que la Corona portuguesa no autorizó, comenzando un conflicto que terminó con la concesión del morgado sobre el interés real en la Redízima de la Bahía.
- Datos: Q3081917